# Municipio de Oconee (Nebraska)
El municipio de Oconee (en inglés: Oconee Township) es un municipio ubicado en el condado de Platte en el estado estadounidense de Nebraska. En el año 2010 tenía una población de 523 habitantes y una densidad poblacional de 7,8 personas por km².

## Geografía
El municipio de Oconee se encuentra ubicado en las coordenadas 41°28′2″N 97°35′56″O / 41.46722, -97.59889. Según la Oficina del Censo de los Estados Unidos, el municipio tiene una superficie total de 67.09 km², de la cual 64,89 km² corresponden a tierra firme y (3,28 %) 2,2 km² es agua.

## Demografía
Según el censo de 2010, había 523 personas residiendo en el municipio de Oconee. La densidad de población era de 7,8 hab./km². De los 523 habitantes, el municipio de Oconee estaba compuesto por el 97,51 % blancos, el 0,19 % eran afroamericanos, el 0,19 % eran amerindios, el 0,38 % eran asiáticos, el 1,53 % eran de otras razas y el 0,19 % eran de una mezcla de razas. Del total de la población el 2,68 % eran hispanos o latinos de cualquier raza.